# Corina Casanovová
Corina Casanovová (plným jménem Corina Lydia Casanova; * 4. ledna 1956 Ilanz) je švýcarská právnička, jež zastávala od 1. ledna 2008 do 1. ledna 2016 úřad spolkové kancléřky Švýcarska. Je členkou Křesťansko-demokratické strany (CVP).

## Životopis
Casanovová vyrůstala ve vesnicích Tarasp a Ruschein, kde také navštěvovala základní školu. Na gymnáziu v Churu složila v roce 1977 maturitní zkoušku. Následně studovala právo na Freiburské univerzitě, kde v roce 1982 získala licenciát.
Roku 1984 získala advokátní aprobaci v kantonu Graubünden, poté dva roky pracovala v advokátní kanceláři bývalého prezidenta spolkového soudu Giusepa Naye. Mezi lety 1986 a 1990 pracovala jako delegát Mezinárodního červeného kříže v Jihoafrické republice, Angole, Nikaragui a v Salvadoru.
Roku 1992 vstoupila Casanovová do státní správy. Mezi lety 1996 až 1999 pracovala pro spolkového ministra zahraničních věcí Flavia Cottiho. Poté byla na stejném ministerstvu osobní spolupracovnicí spolkového radního Josepha Deisse. V dubnu 2002 byla jmenována zastupující generální sekretářkou ministerstva zahraničních věcí. Dne 27. dubna 2005 byla zvolena vicekancléřkou. Po odstoupení spolkové kancléřky Annemarie Huberové-Hotzové zvolilo 12. prosince 2007 spolkové shromáždění Corinu Casanovou její nástupkyní.
Corina Casanovová mluví šesti jazyky: rétorománsky, německy, francouzsky, italsky, anglicky a španělsky.